# Liste der Gesamtweltcupsieger im Eisschnelllauf
Die Liste der Gesamtweltcupsieger im Eisschnelllauf listet alle Sportler, die seit 1985 eine Disziplinen-Gesamtwertung im Weltcup gewinnen konnten. Der Eisschnelllauf-Weltcup wird seit der Saison 1985/86 von der Internationalen Eislaufunion (ISU) ausgerichtet. 
Ein Überblick über alle Sieger in einzelnen Weltcuprennen findet sich in der Liste der Sieger von Wettbewerben im Eisschnelllauf-Weltcup. 
Das Weltcupprogramm setzt sich aus folgenden Disziplinen zusammen
- 500 m (Frauen/Männer): seit 1985/86
- 1000 m (Frauen/Männer): seit 1985/86
- 1500 m (Frauen/Männer): seit 1985/86
- 3000/5000 m (Frauen): seit 1985/86
- 5000/10.000 m (Männer): seit 1985/86
- Massenstart: seit 2011/12
- Teamverfolgung (Frauen/Männer): seit 2005/06
- Teamsprint (Frauen/Männer): seit 2015/16

Von 2003/04 bis 2008/09 fanden Weltcuprennen im 100-Meter-Sprint statt. Ebenfalls vorübergehend – von der Saison 2011/12 bis einschließlich 2017/18 – wurden bei Frauen und Männern Sieger des Grand World Cups gekürt, in den die Ergebnisse aus allen Einzelrennen eingingen.

## Endstand Weltcup Frauen
| Saison    | Grand World Cup    | 100 Meter       | 500 Meter                   | 1000 Meter                | 1500 Meter               | 3000/5000 Meter           | Massenstart            | Teamverfolgung | Teamsprint          |
| --------- | ------------------ | --------------- | --------------------------- | ------------------------- | ------------------------ | ------------------------- | ---------------------- | -------------- | ------------------- |
| 1985/86   | –                  | –               | Christa Rothenburger        | Karin Kania-Enke          | Annette Carlén-Karlsson  | Andrea Ehrig (nur 3000 m) | –                      | –              | –                   |
| 1986/87   | –                  | –               | Bonnie Blair                | Bonnie Blair              | Yvonne van Gennip        | Yvonne van Gennip         | –                      | –              | –                   |
| 1987/88   | –                  | –               | Christa Rothenburger        | Christa Rothenburger      | Bonnie Blair             | Gabi Zange-Schönbrunn     | –                      | –              | –                   |
| 1988/89   | –                  | –               | Christa Luding-Rothenburger | Angela Stahnke            | Constanze Moser-Scandolo | Heike Schalling           | –                      | –              | –                   |
| 1989/90   | –                  | –               | Bonnie Blair Angela Stahnke | Angela Stahnke            | Jacqueline Börner        | Gunda Niemann             | –                      | –              | –                   |
| 1990/91   | –                  | –               | Kyoko Shimazaki             | Monique Garbrecht         | Gunda Niemann            | Heike Warnicke-Schalling  | –                      | –              | –                   |
| 1991/92   | –                  | –               | Bonnie Blair                | Bonnie Blair              | Gunda Niemann            | Gunda Niemann             | –                      | –              | –                   |
| 1992/93   | –                  | –               | Qiaobo Ye                   | Bonnie Blair              | Gunda Niemann            | Gunda Niemann             | –                      | –              | –                   |
| 1993/94   | –                  | –               | Bonnie Blair                | Bonnie Blair              | Emese Hunyady            | Gunda Niemann             | –                      | –              | –                   |
| 1994/95   | –                  | –               | Bonnie Blair                | Bonnie Blair              | Gunda Niemann            | Gunda Niemann             | –                      | –              | –                   |
| 1995/96   | –                  | –               | Swetlana Schurowa           | Chris Witty               | Gunda Niemann            | Gunda Niemann             | –                      | –              | –                   |
| 1996/97   | –                  | –               | Ruihong Xue                 | Franziska Schenk          | Gunda Niemann            | Tonny de Jong             | –                      | –              | –                   |
| 1997/98   | –                  | –               | Catriona LeMay Doan         | Catriona LeMay Doan       | Gunda Niemann            | Gunda Niemann             | –                      | –              | –                   |
| 1998/99   | –                  | –               | Catriona LeMay Doan         | Monique Garbrecht         | Gunda Niemann            | Gunda Niemann             | –                      | –              | –                   |
| 1999/2000 | –                  | –               | Monique Garbrecht           | Monique Garbrecht         | Gunda Niemann            | Gunda Niemann             | –                      | –              | –                   |
| 2000/01   | –                  | –               | Catriona LeMay Doan         | Monique Garbrecht-Enfeldt | Anni Friesinger          | Gunda Niemann             | –                      | –              | –                   |
| 2001/02   | –                  | –               | Catriona LeMay Doan         | Sabine Völker             | Anni Friesinger          | Anni Friesinger           | –                      | –              | –                   |
| 2002/03   | –                  | –               | Monique Garbrecht-Enfeldt   | Monique Garbrecht-Enfeldt | Cindy Klassen            | Claudia Pechstein         | –                      | –              | –                   |
| 2003/04   | –                  | Shihomi Shin’ya | Manli Wang                  | Jennifer Rodriguez        | Anni Friesinger          | Claudia Pechstein         | –                      | –              | –                   |
| 2004/05   | –                  | Sayuri Ōsuga    | Manli Wang                  | Chiara Simionato          | Cindy Klassen            | Claudia Pechstein         | –                      | –              | –                   |
| 2005/06   | –                  | Jenny Wolf      | Jenny Wolf                  | Anni Friesinger           | Anni Friesinger          | Cindy Klassen             | –                      | Deutschland    | –                   |
| 2006/07   | –                  | Jenny Wolf      | Jenny Wolf                  | Chiara Simionato          | Ireen Wüst               | Martina Sáblíková         | –                      | Niederlande    | –                   |
| 2007/08   | –                  | Jenny Wolf      | Jenny Wolf                  | Anni Friesinger           | Kristina Groves          | Martina Sáblíková         | –                      | Kanada         | –                   |
| 2008/09   | –                  | Jenny Wolf      | Jenny Wolf                  | Christine Nesbitt         | Kristina Groves          | Martina Sáblíková         | –                      | Tschechien     | –                   |
| 2009/10   | –                  | –               | Jenny Wolf                  | Christine Nesbitt         | Kristina Groves          | Martina Sáblíková         | –                      | Kanada         | –                   |
| 2010/11   | –                  | –               | Jenny Wolf                  | Heather Richardson        | Christine Nesbitt        | Martina Sáblíková         | –                      | Niederlande    | –                   |
| 2011/12   | Christine Nesbitt  | –               | Jing Yu                     | Christine Nesbitt         | Christine Nesbitt        | Martina Sáblíková         | Mariska Huisman        | Kanada         | –                   |
| 2012/13   | Ireen Wüst         | –               | Lee Sang-hwa                | Heather Richardson        | Marrit Leenstra          | Martina Sáblíková         | Kim Bo-reum            | Niederlande    | –                   |
| 2013/14   | Heather Richardson | –               | Olga Fatkulina              | Heather Richardson        | Ireen Wüst               | Martina Sáblíková         | Francesca Lollobrigida | Niederlande    | –                   |
| 2014/15   | Heather Richardson | –               | Nao Kodaira                 | Brittany Bowe             | Marrit Leenstra          | Martina Sáblíková         | Ivanie Blondin         | Niederlande    | –                   |
| 2015/16   | Brittany Bowe      | –               | Heather Richardson          | Brittany Bowe             | Brittany Bowe            | Martina Sáblíková         | Irene Schouten         | Japan          | Volksrepublik China |
| 2016/17   | Heather Bergsma    | –               | Nao Kodaira                 | Heather Bergsma           | Heather Bergsma          | Martina Sáblíková         | Kim Bo-reum            | Japan          | Japan               |
| 2017/18   | Miho Takagi        | –               | Vanessa Herzog              | Jekaterina Schichowa      | Miho Takagi              | Antoinette de Jong        | Francesca Lollobrigida | Japan          | Russland            |
| 2018/19   | –                  | –               | Vanessa Herzog              | Brittany Bowe             | Brittany Bowe            | Martina Sáblíková         | Kim Bo-reum            | Japan          | Russland            |
| 2019/20   | –                  | –               | Nao Kodaira                 | Brittany Bowe             | Ireen Wüst               | Martina Sáblíková         | Ivanie Blondin         | Kanada         | Niederlande         |
| 2020/21   | –                  | –               | Femke Kok                   | Brittany Bowe             | Brittany Bowe            | Irene Schouten            | Irene Schouten         | Kanada         | –                   |
| 2021/22   | –                  | –               | Erin Jackson                | Brittany Bowe             | Miho Takagi              | Irene Schouten            | Francesca Lollobrigida | Kanada         | Polen               |
| 2022/23   | –                  | –               | Kim Min-sun                 | Miho Takagi               | Miho Takagi              | Ragne Wiklund             | Ivanie Blondin         | Kanada         | Vereinigte Staaten  |
| 2023/24   | –                  | –               | Erin Jackson                | Miho Takagi               | Miho Takagi              | Ragne Wiklund             | Valérie Maltais        | Japan          | Niederlande         |

Zur Vereinfachung wird Gunda Niemann-Stirnemann, die zum Beginn ihrer Karriere als Gunda Kleemann (bis 1992) und danach als Gunda Niemann (bis 2000) unterwegs war, immer als Gunda Niemann bezeichnet.

## Endstand Weltcup Männer
| Saison    | Grand World Cup             | 100 Meter     | 500 Meter                   | 1000 Meter         | 1500 Meter                    | 5000/10.000 Meter      | Massenstart       | Teamverfolgung     | Teamsprint          |
| --------- | --------------------------- | ------------- | --------------------------- | ------------------ | ----------------------------- | ---------------------- | ----------------- | ------------------ | ------------------- |
| 1985/86   | –                           | –             | Dan Jansen                  | Dan Jansen         | Michael Hadschieff            | Dave Silk (nur 5000 m) | –                 | –                  | –                   |
| 1986/87   | –                           | –             | Nick Thometz                | Nick Thometz       | Hans Magnusson                | Geir Karlstad          | –                 | –                  | –                   |
| 1987/88   | –                           | –             | Uwe-Jens Mey                | Dan Jansen         | André Hoffmann                | Tomas Gustafson        | –                 | –                  | –                   |
| 1988/89   | –                           | –             | Uwe-Jens Mey                | Uwe-Jens Mey       | Michael Hadschieff Eric Flaim | Gerard Kemkers         | –                 | –                  | –                   |
| 1989/90   | –                           | –             | Uwe-Jens Mey                | Uwe-Jens Mey       | Johann Olav Koss              | Bart Veldkamp          | –                 | –                  | –                   |
| 1990/91   | –                           | –             | Uwe-Jens Mey                | Ihar Schaljasouski | Johann Olav Koss              | Johann Olav Koss       | –                 | –                  | –                   |
| 1991/92   | –                           | –             | Dan Jansen                  | Ihar Schaljasouski | Falko Zandstra                | Geir Karlstad          | –                 | –                  | –                   |
| 1992/93   | –                           | –             | Dan Jansen                  | Ihar Schaljasouski | Rintje Ritsma                 | Bart Veldkamp          | –                 | –                  | –                   |
| 1993/94   | –                           | –             | Dan Jansen                  | Dan Jansen         | Falko Zandstra                | Johann Olav Koss       | –                 | –                  | –                   |
| 1994/95   | –                           | –             | Hiroyasu Shimizu            | Yukinori Miyabe    | Neal Marshall                 | Rintje Ritsma          | –                 | –                  | –                   |
| 1995/96   | –                           | –             | Manabu Horii                | Ådne Søndrål       | Hiroyuki Noake                | Rintje Ritsma          | –                 | –                  | –                   |
| 1996/97   | –                           | –             | Hiroyasu Shimizu            | Manabu Horii       | Rintje Ritsma                 | Rintje Ritsma          | –                 | –                  | –                   |
| 1997/98   | –                           | –             | Jeremy Wotherspoon          | Jeremy Wotherspoon | Ids Postma                    | Gianni Romme           | –                 | –                  | –                   |
| 1998/99   | –                           | –             | Jeremy Wotherspoon          | Jeremy Wotherspoon | Ådne Søndrål                  | Bart Veldkamp          | –                 | –                  | –                   |
| 1999/2000 | –                           | –             | Jeremy Wotherspoon          | Jeremy Wotherspoon | Ådne Søndrål                  | Gianni Romme           | –                 | –                  | –                   |
| 2000/01   | –                           | –             | Hiroyasu Shimizu            | Jeremy Wotherspoon | Alexander Kibalko             | Gianni Romme           | –                 | –                  | –                   |
| 2001/02   | –                           | –             | Jeremy Wotherspoon          | Jeremy Wotherspoon | Ådne Søndrål                  | Gianni Romme           | –                 | –                  | –                   |
| 2002/03   | –                           | –             | Jeremy Wotherspoon          | Erben Wennemars    | Jewgeni Lalenkow              | Carl Verheijen         | –                 | –                  | –                   |
| 2003/04   | –                           | Fengtong Yu   | Jeremy Wotherspoon          | Erben Wennemars    | Mark Tuitert                  | Bob de Jong            | –                 | –                  | –                   |
| 2004/05   | –                           | Fengtong Yu   | Jeremy Wotherspoon          | Erben Wennemars    | Mark Tuitert                  | Øystein Grødum         | –                 | –                  | –                   |
| 2005/06   | –                           | Yūya Oikawa   | Kang-Seok Lee               | Shani Davis        | Chad Hedrick                  | Chad Hedrick           | –                 | Kanada             | –                   |
| 2006/07   | –                           | Yūya Oikawa   | Tucker Fredricks            | Erben Wennemars    | Erben Wennemars               | Sven Kramer            | –                 | Niederlande        | –                   |
| 2007/08   | –                           | Kang-Seok Lee | Jeremy Wotherspoon          | Shani Davis        | Shani Davis                   | Håvard Bøkko           | –                 | Niederlande        | –                   |
| 2008/09   | –                           | Yūya Oikawa   | Fengtong Yu                 | Shani Davis        | Shani Davis                   | Sven Kramer            | –                 | Kanada             | –                   |
| 2009/10   | –                           | –             | Tucker Fredricks            | Shani Davis        | Shani Davis                   | Håvard Bøkko           | –                 | Norwegen           | –                   |
| 2010/11   | –                           | –             | Kang-Seok Lee               | Stefan Groothuis   | Shani Davis                   | Bob de Jong            | –                 | Norwegen           | –                   |
| 2011/12   | Kjeld Nuis                  | –             | Tae-Bum Mo                  | Shani Davis        | Håvard Bøkko                  | Bob de Jong            | Alexis Contin     | Niederlande        | –                   |
| 2012/13   | Jorrit Bergsma              | –             | Jan Smeekens                | Kjeld Nuis         | Zbigniew Bródka               | Jorrit Bergsma         | Arjan Stroetinga  | Niederlande        | –                   |
| 2013/14   | Shani Davis                 | –             | Ronald Mulder               | Shani Davis        | Koen Verweij                  | Jorrit Bergsma         | Bob de Vries      | Niederlande        | –                   |
| 2014/15   | Pawel Kulischnikow          | –             | Pawel Kulischnikow          | Pawel Kulischnikow | Denny Morrison                | Jorrit Bergsma         | Lee Seung-hoon    | Südkorea           | –                   |
| 2015/16   | Kjeld Nuis                  | –             | Pawel Kulischnikow          | Kjeld Nuis         | Denis Juskow                  | Sven Kramer            | Arjan Stroetinga  | Niederlande        | Niederlande         |
| 2016/17   | Kjeld Nuis                  | –             | Dai Dai Ntab                | Kjeld Nuis         | Kjeld Nuis                    | Jorrit Bergsma         | Lee Seung-hoon    | Niederlande        | Kanada              |
| 2017/18   | Håvard Holmefjord Lorentzen | –             | Håvard Holmefjord Lorentzen | Kjeld Nuis         | Denis Juskow                  | Ted-Jan Bloemen        | Bart Swings       | Norwegen           | Norwegen            |
| 2018/19   | –                           | –             | Pawel Kulischnikow          | Kjeld Nuis         | Denis Juskow                  | Alexander Rumjanzew    | Um Cheon-ho       | Norwegen           | Niederlande         |
| 2019/20   | –                           | –             | Tatsuya Shinhama            | Thomas Krol        | Kjeld Nuis                    | Patrick Roest          | Bart Swings       | Russland           | Niederlande         |
| 2020/21   | –                           | –             | Dai Dai Ntab                | Kai Verbij         | Thomas Krol                   | Patrick Roest          | Bart Swings       | Norwegen           | –                   |
| 2021/22   | –                           | –             | Laurent Dubreuil            | Thomas Krol        | Joey Mantia                   | Nils van der Poel      | Bart Swings       | Vereinigte Staaten | Volksrepublik China |
| 2022/23   | –                           | –             | Laurent Dubreuil            | Hein Otterspeer    | Kjeld Nuis                    | Beau Snellink          | Bart Swings       | Vereinigte Staaten | Niederlande         |
| 2023/24   | –                           | –             | Wataru Morishige            | Ning Zhongyan      | Ning Zhongyan                 | Davide Ghiotto         | Andrea Giovannini | Vereinigte Staaten | Vereinigte Staaten  |